# Furiosa: Sága Šíleného Maxe
Furiosa: Sága Šíleného Maxe (v anglickém originále Furiosa: A Mad Max Saga) je australský postapokalyptický akční sci-fi film režiséra, producenta a scenáristy George Millera z roku 2024.

## Příběh
Mladá dívka Furiosa (Anya Taylor-Joy, resp. Alyla Browne) sbírá se svou sestrou broskve v lese, který je po globální nukleární katastrofě posledním místem na zemi s vegetací. Vyruší zde skupinu jezdců, kteří dívku dovezou jako trofej vůdci směčky, který si říká Dementus (Chris Hemsworth) a žije se svou hordou v Pustině (Wasteland). Její matka Mary (Charlee Fraser) ji sice pronásleduje, z tábora svou dceru unese, ale neubrání se přesile zběsilých jezdců a je Dementem umučena před zraky své dcery. Dementus doufá, že jej Furiosa dovede do ráje. Společně se vydávají do Citadely, kterou chce Dementus ovládnout. Zde se jí však zmocní vůdce Citadely, Imortan Joe (Lachy Hulme). Rafinovaným útěkem ze své cely se dívka stává součástí skupiny nevolníků, kteří pro svého vůdce pracují. Dementus se mezitím pomocí lsti zmocní Ropanova, odkud přebírá vzácnou tekutinu cela Citadela. Furiosa se společně s Pretoriánem Jackem (Tom Burke) stane součástí válečného konvoje, který je při příjezdu do Ropanova téměř zničen a vrací se s prázdnou. Dementus nezvládá správu Ropanova, uchýlí se do nejbližšího města Brokovice (Bullet Town), kde téměř zajme Jacka i Furiosu. Ti společně uniknou s cílem návratu do ráje, domova Furiosy. Dementus je nicméně dohoní s pomocí své smečky, Jacka brutálně umučí, Furiose se však podaří uniknout, ačkoliv přijde o část paže. V Citadele si s pomoci vybavení vyrobí robotickou ruku a rozhodne se Dementovi pomstít.

## Produkce
Snímek je pátým celovečerním filmem celé ságy Šíleného Maxe, která započala filmem Šílený Max v roce 1979, přímo pak navazuje na předchozí film z roku 2015 Šílený Max: Zběsilá cesta. Film je jeho přímým prequelem a sleduje osud a dospívání budoucí Imperátorky Furiosy Jabassy (kterou v předchozím filmu ztvárnila Charlize Theron). Scénář k filmu psal jako vedlejší produkt Zběsilé cesty Miller více než patnáct let, kdy vytvářel společně se scenáristou Nico Lathourisem příběhy všech postav a zejména Furiosy. Původně chtěl Miller natáčet oba filmy zaráz, stejný příběh z pohledu obou hrdinů. Tuto možnost postupně opustil. Střihačkou filmu byla opět Millerova žena Margaret Sixel. Rozpočet filmu činil 168 milionů dolarů (3,8 miliardy korun), natáčelo se 240 natáčecích dnů, zapojeno bylo na 200 kaskadérů.

## Styl filmu
Snímek je stejně jako jeho předchůdce stylizován jako adrenalinová, opulentní akční podívaná plná prazvláštních strojů, netvorů a zařízení. Přesto je oproti Šílené jízdě v postavě Furiosy více zohledněn osobní prvek, její vnitřní pohled, který je pozornováním nesmyslné krutosti a machistického, na výkon orientovaného světa. Ve filmu dostává více prostoru motivace hrdinů, jejich vzájemná, často krutá komunikace.

## Uvedení
Film Furiosa měl premiéru 15. května 2024 na festivalu v Cannes, 23. května 2024 byl uveden celosvětově v kinech.

## Reakce
Tomáš Stejskal v Aktuálně.cz film hodnotí pozitivně a uvádí, že jde o „groteskní sci-fi western“ a hledá podobnosti s filmem Duna: část druhá. Kritici oceňují výkon Anyi Taylor-Joy jako akční hrdinky, která je důstojnou nástupkyní Charlize Theron jako Furiosy.